# 대체물
대체물(代替物)은 통례적인 거래에서 특히 그 물건의 개성에 착안하여 거래하지 않는 물건이다. (예: 錢·書籍·穀物 등) 반면 부대체물(不代替物)은 통례적인 거래에서 특히 그 물건의 개성에 착안하여 거래한 물건이다. (예: 書畵·骨董品·土地·建物 등) 이 구별은 특정물·불특정물의 구별이 주관적인 구별인 데 대하여 물건의 성질에 의한 객관적인 구별이다. 이 구별의 실익(實益)은 소비대차(貸借)(598조)·소비임치(任置)(702조)에서 나타난다.